# Eodorcadion oreadis
Eodorcadion oreadis är en skalbaggsart som först beskrevs av Edmund Reitter 1897.  Eodorcadion oreadis ingår i släktet Eodorcadion och familjen långhorningar. Inga underarter finns listade i Catalogue of Life.